# Antoni Lewiecki
Antoni Lewiecki (Lewicki) z Ławek – major 1. Pułku Przedniej Straży im. Królowej, uczestnik wojny polsko-rosyjskiej 1792 roku, odznaczony Orderem Virtuti Militari w 1792 roku. Uczestniczył w powstaniu kościuszkowskim, awansował na pułkownika.
Był czeladnikiem lóż wolnomularskich Doskonała Tajemnica (1786) i Polak Dobroczynny (1787).